# 영광 불갑사 대웅전 삼세불회도
영광 불갑사 대웅전 삼세불회도(靈光 佛甲寺 大雄殿 三世佛會圖)는 대한민국 전라남도 영광군 불갑면, 불갑사 대웅전에 있는 조선시대의 불화이다. 2011년 8월 26일 전라남도의 유형문화재 제306호로 지정되었다.

## 개요
영광 불갑사 대웅전 삼세불회도는 비단에 채색을 하여 그린 불화로 석가･아미타･약사의 삼부처를 한 폭에 그린 그림이다. 제작 시기는 필선의 사용이나 구도, 대상의 의습처리, 표현기법, 색상, 문양의 회화적 수법과 불갑사의 불사기록 등으로 추정하여 볼 때 18세기 중엽경의 작품으로 판단된다. 삼세불회도 가운데 제작시기가 이른 작품으로서 보존할만한 가치가 있다.

## 같이 보기
- 영광 불갑사 대웅전 - 보물 제830호
- 영광 불갑사 목조석가여래삼불좌상 - 보물 제1377호

## 참고 자료
- 영광 불갑사 대웅전 삼세불회도 - 국가유산청 국가유산포털